# Virtue Recording Studios
Virtue Recording Studios was een opnamestudio in de Amerikaanse stad Philadelphia. De studio werd in 1962 opgericht door de bassist van The Virtues, Frank Virtue.
De studio vestigde zich op '1618 N. Broad Street' en bleef hier tot de sluiting omstreeks 1980.
Frank Virtue was opnametechnicus voor de meeste opnames uit de studio, hij overleed in 1987.
Nummers die onder andere opgenomen zijn in Virtue Recording Studios zijn:
- Yes, I'm Ready - Barbara Mason
- The Horse - Cliff Nobles & Co.
- Boogaloo Down Broadway - The Fantastic Johnny C,
- Hey There, Lonely Girl - Eddie Holman.
- A'KEEM (Brothers) - Leon Mitchel (1978)